# 訃報 1972年9月
訃報 1972年9月（ふほう 1972ねん9がつ）では、1972年（昭和47年）9月中に物故した、又は物故が報じられた人物についてまとめる。

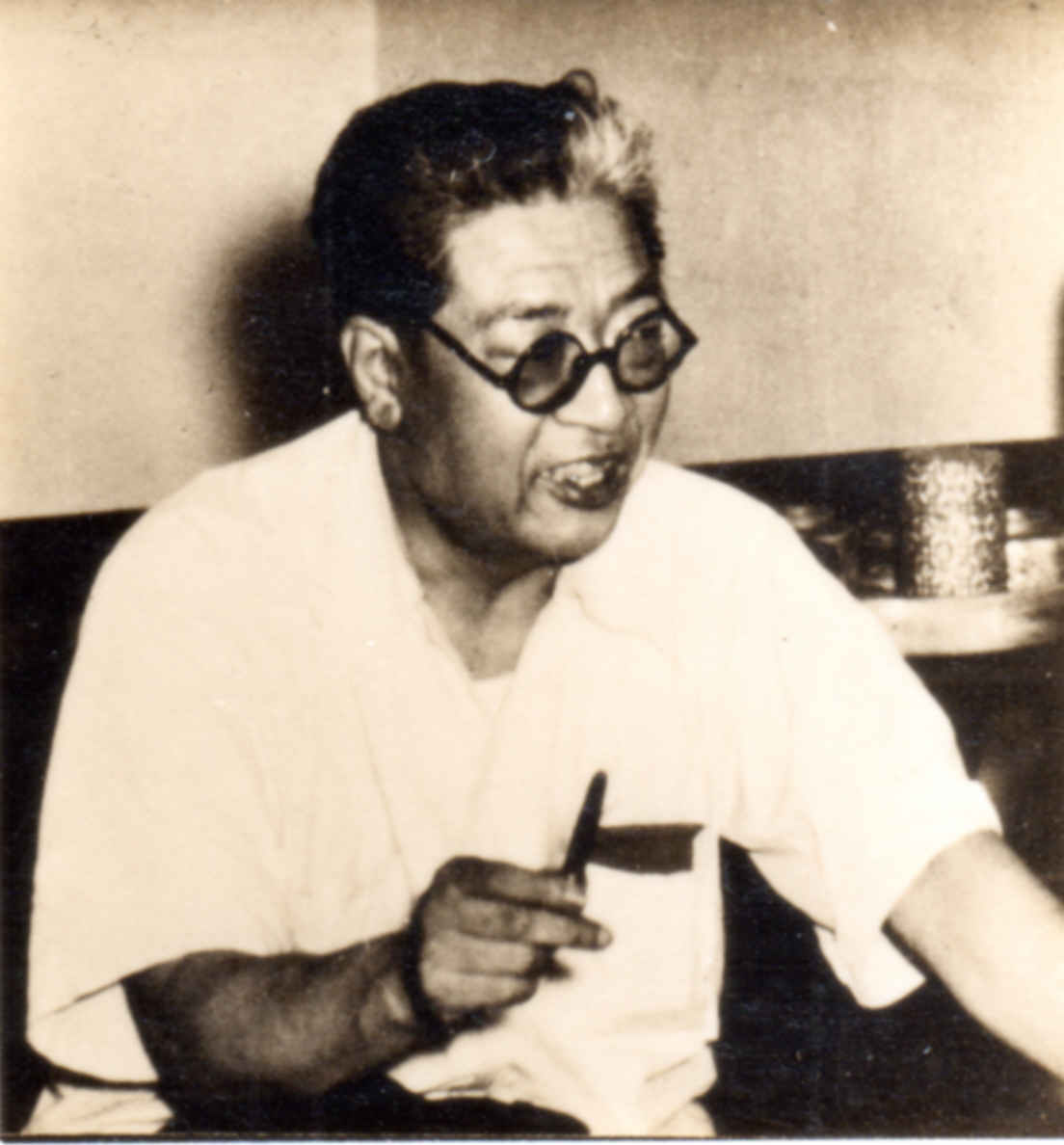
川上澄生 / 9月1日没

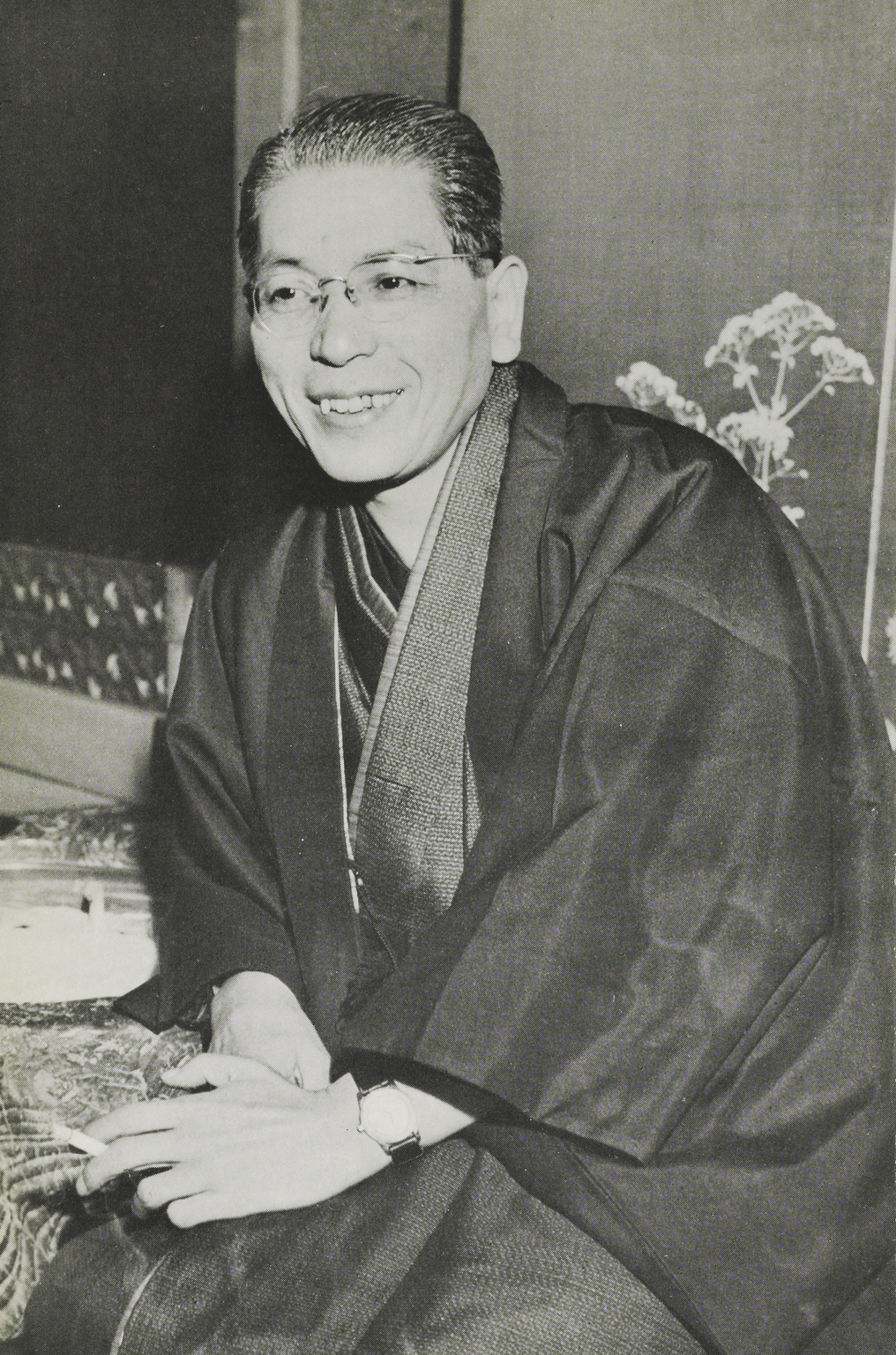
斎藤昇 / 9月8日没

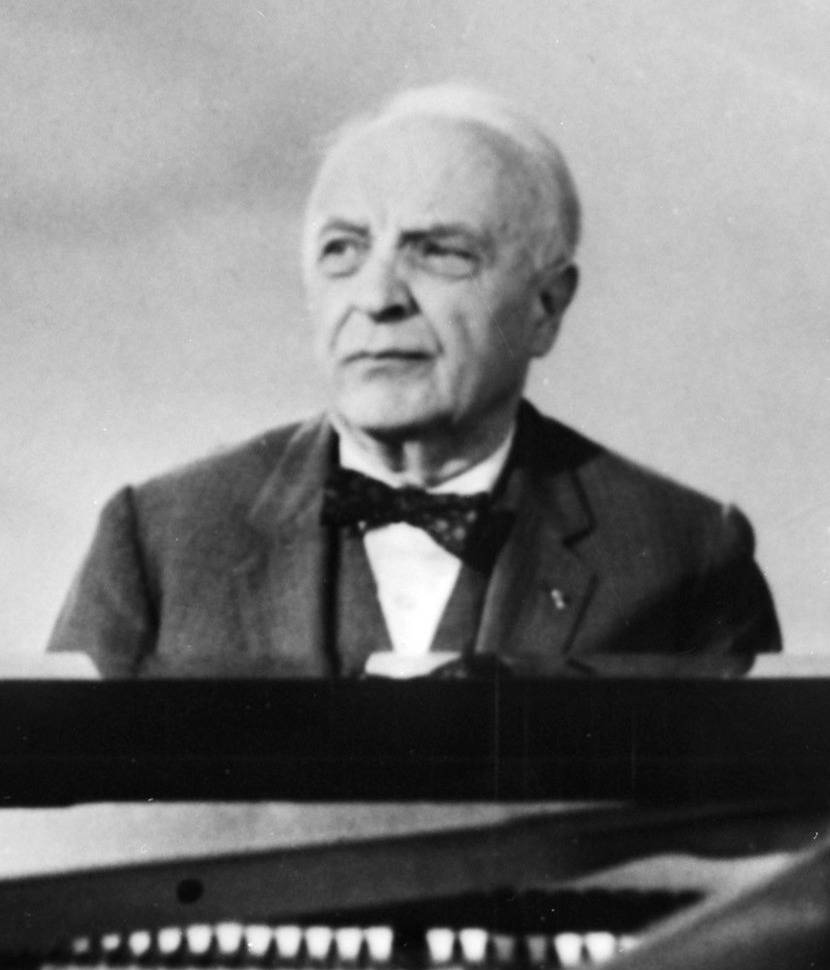
ロベール・カサドシュ / 9月19日没

## （1日 - 15日）
- 9月1日 - 川上澄生、版画家（* 1895年）
- 9月2日 - 林逸馬、作家（* 1903年）
- 9月2日 - 阿部千一、政治家（* 1893年）
- 9月7日 - 浜野豊、経営者（* 1919年）
- 9月8日 - 斎藤昇、内務官僚・政治家（* 1903年）
- 9月9日 - 嘯月庵雲僲、日本画家（* 1892年）
- 9月12日 - 山口将吉郎、日本画家・挿絵画家（* 1896年）
- 9月12日 - 永田靖、俳優（* 1907年）
- 9月13日 - 吉田璋也、民藝運動家・医師（* 1898年）
- 9月13日 - 田部重治、英文学者・登山家（* 1884年）

## （16日 - 30日）
- 9月19日 - ロベール・カサドシュ、ピアニスト（* 1899年）
- 9月23日 - 菅円吉、神学者・日本聖公会司祭（* 1895年）
- 9月24日 - 赤木正雄、農学者（* 1887年）
- 9月25日 - 半澤洵、農学者・教育者（* 1879年）
- 9月25日 - 続有恒、教育心理学者（* 1914年）
- 9月27日 - 佐野芳雄、労働運動家・政治家（* 1903年）
- 9月27日 - 川喜田壮太郎、銀行家・文化人（* 1904年）
- 9月28日 - 普門暁、未来派の画家（* 1896年）
- 9月30日 - 吉田暎二、浮世絵研究者・歌舞伎研究者（* 1901年）